# Walter Pindter
Walter Pindter (* 17. Juni 1911 in Berlin; † 23. Dezember 1989 in Köln ?) war ein deutscher Kameramann, Filmregisseur und Fernsehproduzent.

## Leben
Pindter erhielt seine Ausbildung bei der Ufa-Tochter Afifa. Im August 1933 debütierte er als Co-Chefkameramann, seit 1936 war er Chefkameramann bei der Ufa, ab 1939 arbeitete er für die Terra und andere Unternehmen.
1946 stand er bei dem ersten im Westen des besetzten Deutschlands entstandenen Spielfilm Sag’ die Wahrheit hinter der Kamera. Pindter wandte er sich verstärkt dem Dokumentarfilm zu, gründete seine Südwestfilm GmbH mit Sitz in Freiburg im Breisgau und führte auch Regie. Als Dokumentarfilmer und Sendeleiter trat er 1952 in den Dienst des soeben gegründeten WDR in Köln. Er war zeitweilig mit der Schauspielerin Leny Marenbach verheiratet.

## Filmografie (als Kameramann)
- 1933: Kleines Mädel – großes Glück
- 1935: Der höhere Befehl (Kameraassistenz)
- 1936: Patentkunstschloß
- 1936: Karo König
- 1937: Kleine Nachtkomödie
- 1937: Papas Fehltritt
- 1937: Der Prüfstein
- 1937: Die Bombenidee
- 1937: Heinz hustet
- 1937: Jüngens riecht Lunte
- 1937: Vom Regen in die Traufe
- 1937: Der Fußball
- 1937: Das kleine Fräulein träumt
- 1938: Wochenendfriede
- 1938: Einquartierung bei Klawunde
- 1938: Ein Lied von Liebe
- 1939: Rosemarie will nicht mehr lügen
- 1939: Das Stilett
- 1939: Der überraschende Säugling
- 1939: Der anonyme Brief
- 1939: Modell Lu, der Lebensweg eines Hutes
- 1939: Zentrale Rio
- 1939: Heimatland
- 1940: Herz ohne Heimat
- 1940: Frau nach Maß
- 1940: Zwei Welten
- 1940: Falschmünzer
- 1941: Friedemann Bach
- 1942: Der 5. Juni
- 1943: Großstadtmelodie
- 1944: Der Meisterdetektiv
- 1944: Die Affäre Roedern
- 1944/51: Zwischen Herz und Gewissen
- 1945: Frühlingsmelodie
- 1946: Sag’ die Wahrheit
- 1949: 12 Herzen für Charly
- 1949: Hallo – Sie haben Ihre Frau vergessen
- 1950: Die Nacht ohne Sünde
- 1950: Zirkuswinter (Kurz-Dokumentarfilm, auch Regie)
- 1950: Sensation im Savoy
- 1950: Kleine Stadt, großes Leben (Kurz-Dokumentarfilm, auch Regie)
- 1951: Ein Wille – ein Weg (Kurz-Dokumentarfilm, auch Regie)
- 1952: Europa im Werden (auch Regie und Produktion)
- 1952: Ferientage – einmal anders (auch Regie)
- 1959: So weit die Füße tragen (Mehrteiler, nur Produktion)
- 1959/1960: Am grünen Strand der Spree (Fünfteiler, nur Produktion)